# Setchelliogaster tetrasporus
Setchelliogaster tetrasporus är en svampart som beskrevs av Singer 1971. Setchelliogaster tetrasporus ingår i släktet Setchelliogaster, ordningen Agaricales, klassen Agaricomycetes, divisionen basidiesvampar och riket svampar.   Inga underarter finns listade i Catalogue of Life.